# Louis Oury
Louis Oury, né en 1933 à Maumusson (Loire-Atlantique), est un ouvrier, ingénieur, romancier et historien français.

## Biographie
Louis Oury est un ancien ouvrier des chantiers navals de Saint-Nazaire devenu ingénieur, puis écrivain et historien.